# Матфей (Орешков)
Епи́скоп Матфей (болг. Епископ Матей, в миру Милен Стоянов Орешков; род. 7 октября 1971, Казанлык, Старозагорская область) — архиерей Болгарской православной церкви, епископ Никопольский, викарий Великотырновской епархии (с 2024 года).

## Биография
Сначала учился в средней школе имени святого Паисия Хилендарского в Казанлыке, после чего продолжил среднее образование в средней школе имени святых Кирилла и Мефодия в Казанлыке. Окончил специальную техническую школу «Арсенал» с профилем «холодная обработка металлов». Проходил срочную военную службу в городе Ямбол и городе Грудово. Начал работу на заводе «Арсенал» в Казанлыке, в этот же период поступил в Великотырновский университет имени святых Кирилла и Мефодия по специальности «Философия».
Шесть лет преподавал философию в гимназии имени святых Кирилла и Мефодия в Казанлыке. Параллельно окончил курс Софийской духовной семинарии имени святого Иоанна Рыльского и Пловдивскую духовную академию имени святых Кирилла и Мефодия. Был принят послушником в Присовский Пантелеимоновский монастырь Великотырновской епархии, где 24 марта 2016 года в навечерие Благовещения пострижен в монашество, а 1 октября 2016 года по решению Священного Синод БПЦ рукоположен в сан иеродиакона, а через год — в сан иеромонаха. Находясь на послушании в Присовском монастыре, иеромонах Матфей служил в обители и приходах, которые были ему вверены. В начале 2020 года иеромонах Матфей берёт на себя должность штатного клирика в монастыре святых апостолов Петра Павла в Свиштове и приходского священника храмов в Свиштовского духовного округа (благочиния).
С июля 2022 до мая 2023 года иеромонах Матфей является членом Велико-Тырновского епархиального совета как представитель епархиальных монастырей. 16 ноября 2022 года был возведен в чин архимандрита. С 1 июня 2023 года был Архиерейским наместником Никопольского духовного округа и приходским священником храмов Никопольского духовного округа.
12 марта 2024 года Священный Синод БПЦ рассмотрел письмо митрополита Великотырновского Григория (Стефанова) с просьбой о наречении и хиротонии в епископа архимандрита Матфея (Орешкова), клирика Великотырновской епархии, и назначения его викарным епископом Великотырновского митрополита, и принял решение хиротонисать архимандрита Матфея во епископа с титулом «Никопольский»
27 апреля 2024 года в Велико-Тырнове состоялась его архиерейская хиротония, которую совершили: митрополит Великотырновский Григорий (Стефанов), митрополит Пловдивский Николай (Севастиянов), митрополит Старозагорский Киприан (Казанджиев) и епископ Величский Сионий (Радев), епископ Знепольский Арсений (Лазаров), епископ Смоленский Виссарион (Гривов) и епископ Велбуждский Исаак (Бояджийский).